# Francesc Payà i Llongueras
Francesc Payà i Llongueras   (Vilassar de Mar, 19 d'agost de 1953), més conegut com a Quico Payà, és un ex-pilot de trial català que destacà en competicions estatals durant la dècada de 1970. Després d'haver estat el principal pilot oficial d'OSSA durant diverses temporades i d'haver protagonitzat un sonat fitxatge per Montesa el 1974, Payà fou el primer a pilotar una SWM al campionat estatal (concretament, el 1979), essent així el primer català a competir en trial amb una moto no catalana. També fou un dels únics a pilotar l'austríaca Puch, sense gaire bons resultats en aquest cas.
Comerciant de motocicletes des de sempre, resideix des dels 9 anys a Mataró, on regenta la botiga que va fundar el seu pare Olegari Payà. Durant uns anys fou l'importador per a tot l'estat de les SWM de trial. El 1987, ja retirat de la competició, s'associà amb el seu antic company d'equip a OSSA Albert Juvanteny i fundaren a Cabrera de Mar una empresa fabricant de motos de trial, JP.

## Trajectòria esportiva
El seu debut en competició fou al IV Trial Internacional de Les Santes de Mataró, el 26 de juliol de 1970, amb resultat de victòria a la categoria júnior amb la seva OSSA (en sènior va guanyar Pere Pi). El 1971, Payà va repetir victòria a la mateixa prova en categoria júnior, mentre que en sènior el guanyador fou Gordon Farley. Aquell any, Payà va guanyar nombroses proves a la seva categoria pertot el país, cosa que li va valdre el títol de Campió de Catalunya júnior.
El 1972, Payà va debutar amb victòria en categoria sènior (la màxima a l'època) al Trial de Reis, prova inaugural del Campionat d'Espanya. Aquella temporada fou molt reeixida i finalment quedà subcampió d'Espanya, a només 5 punts d'Ignasi Bultó. El 1973 va baixar al quart lloc final del campionat, per bé que va obtenir èxits importants, com ara el tercer lloc final als Tres Dies de Santigosa (superat només per l'austríac Walter Luft i el francès Charles Coutard) o el segon lloc en un trial internacional a Someire. Tots aquests èxits li van valdre el premi al millor esportista de Mataró a la Festa de l'Esport del 1974.
De cara al 1974, Payà va deixar OSSA i va fitxar per Montesa, participant al campionat d'Europa amb bones actuacions, com ara el novè lloc al Trial de Sant Llorenç i l'onzè a Irlanda. Després del servei militar i d'un accident que va patir, encara va poder acabar en tercer lloc al campionat d'Espanya. El 1975 va estar dominant el campionat estatal quasi tota la temporada amb la Montesa, tot i que finalment el campió fou Manuel Soler i Payà repetí el subcampionat de tres anys enrere.
El 1976, Payà va tornar a OSSA i va aconseguir alguna bona classificació internacional: vuitè a Bèlgica i 34è (tercer català) entre prop de 300 participants als Sis Dies d'Escòcia. Al campionat estatal hi acabà en sisena posició. Durant els anys següents, Quico Payà va anar espaiant la seva activitat, tot i que va seguir aconseguint diversos èxits: el 1978, per exemple, fou tercer al I Trial Indoor de Barcelona, per darrere de Jaume Subirà i Yrjö Vesterinen, el campió del món.
Quico Payà va abandonar definitivament la competició el 1982. A finals d'aquell any se celebrà a Cabrera de Mar un trial indoor en honor seu.

## Palmarès
| Any  | Motocicleta  | C. del Món | C. d'Espanya |
| ---- | ------------ | ---------- | ------------ |
| 1972 | OSSA         | -          | 2n           |
| 1973 | OSSA         | 16è        | 4t           |
| 1974 | Montesa      | 23è        | 3r           |
| 1975 | Montesa      | -          | 2n           |
| 1976 | OSSA         | 20è        | 6è           |
| 1977 | OSSA         | -          | 3r           |
| 1978 | OSSA/Bultaco | -          | 14è          |
| 1979 | SWM/Puch     | -          | 5è           |
| 1980 | SWM/OSSA     | -          | 5è           |
| 1981 | OSSA         | -          | 9è           |
| 1982 | OSSA?        | -          | 18è          |

1. ↑  Fins al 1974 el Campionat era d'Europa, i a partir de 1975 va passar a anomenar-se Campionat del Món